# La Plus Grande Aventure de Tarzan

La Plus Grande Aventure de Tarzan (titre original : Tarzan's Greatest Adventure) est un film américain réalisé par John Guillermin, sorti en 1959.

## Synopsis
Pour faire exploser une mine de diamants, Slate et sa bande dérobent des explosifs. Tarzan part à leur recherche, aidé par l’aviatrice Dolly qu'il a sauvée des dents d'un crocodile...

## Fiche technique
- Titre original : Tarzan's Greatest Adventure
- Titre français : La Plus Grande Aventure de Tarzan
- Réalisation : John Guillermin
- Scénario : Berne Giller et John Guillermin
- D’après les personnages d'Edgar Rice Burroughs
- Assistant réalisateur : Peter Bolton
- Musique : Douglas Gamley
- Images : Edward Scaife,  Eastmancolor
- Montage : Bert Rule
- Directeur de production: John Palmer
- Durée :  88 minutes
- Société de distribution : Paramount Pictures
- Genre : Aventure
- Date de sortie :
  - France : 15 janvier 1960
- Pays de production :  États-Unis
- Production :  Sy Weintraub,  Harvey Hayutin Productions

## Distribution
- Gordon Scott (V.F : Michel Gudin) : Tarzan
- Sara Shane (V.F : Renée Simonot) : Alice l’aviatrice
- Anthony Quayle (V.F : Pierre Morin) : Slade
- Scilla Gabel (V.F : Monique Mélinand) : Dolly
- Sean Connery (V.F : Jean Martinelli) : O’bannion
- Niall MacGinnis  (V.F : André Bervil) : Kruger
- Al Mulock : Dino
- Maurice Dorléac : le policier (voix)